# Joe Spiteri
Joe Spiteri (6 maggio 1973) è un ex calciatore australiano, di ruolo attaccante.

## Statistiche

### Cronologia presenze e reti subite in nazionale
| Cronologia completa delle presenze e delle reti in nazionale ― Australia | Cronologia completa delle presenze e delle reti in nazionale ― Australia | Cronologia completa delle presenze e delle reti in nazionale ― Australia | Cronologia completa delle presenze e delle reti in nazionale ― Australia | Cronologia completa delle presenze e delle reti in nazionale ― Australia | Cronologia completa delle presenze e delle reti in nazionale ― Australia | Cronologia completa delle presenze e delle reti in nazionale ― Australia | Cronologia completa delle presenze e delle reti in nazionale ― Australia |
| Data                                                                     | Città                                                                    | In casa                                                                  | Risultato                                                                | Ospiti                                                                   | Competizione                                                             | Reti                                                                     | Note                                                                     |
| ------------------------------------------------------------------------ | ------------------------------------------------------------------------ | ------------------------------------------------------------------------ | ------------------------------------------------------------------------ | ------------------------------------------------------------------------ | ------------------------------------------------------------------------ | ------------------------------------------------------------------------ | ------------------------------------------------------------------------ |
| 24-6-1995                                                                | Perth                                                                    | Australia                                                                | 0 – 1                                                                    | Ghana                                                                    | Amichevole                                                               | -                                                                        | 70’                                                                      |
| 30-6-1995                                                                | Quilmes                                                                  | Argentina                                                                | 2 – 0                                                                    | Australia                                                                | Amichevole                                                               | -                                                                        | 68’                                                                      |
| 15-11-1995                                                               | Newcastle                                                                | Australia                                                                | 3 – 0                                                                    | Nuova Zelanda                                                            | Coppa d'Oceania 1996 - Semifinale                                        | 1                                                                        | 80’                                                                      |
| 14-2-1996                                                                | Melbourne                                                                | Australia                                                                | 3 – 0                                                                    | Giappone                                                                 | Amichevole                                                               | 1                                                                        | 80’                                                                      |
| 25-2-1996                                                                | Brisbane                                                                 | Australia                                                                | 0 – 2                                                                    | Svezia                                                                   | Amichevole                                                               | -                                                                        |                                                                          |
| 28-2-1996                                                                | Sydney                                                                   | Australia                                                                | 0 – 0                                                                    | Svezia                                                                   | Amichevole                                                               | -                                                                        |                                                                          |
| 23-4-1996                                                                | Antofagasta                                                              | Cile                                                                     | 3 – 0                                                                    | Australia                                                                | Amichevole                                                               | -                                                                        | 30’                                                                      |
| 6-6-1998                                                                 | Zagabria                                                                 | Croazia                                                                  | 7 – 0                                                                    | Australia                                                                | Amichevole                                                               | -                                                                        | 63’ 79’                                                                  |
| Totale                                                                   |                                                                          | Presenze                                                                 | 8                                                                        |                                                                          | Reti                                                                     | 2                                                                        |                                                                          |